# Психодрама
Психодра́ма — метод психотерапии и психологического консультирования, созданный Якобом Морено.
Классическая психодрама — это терапевтический групповой процесс, в котором используется инструмент драматической импровизации для изучения внутреннего мира человека. Это делается для развития его творческого потенциала и расширения возможностей адекватного поведения и взаимодействия с людьми. Современная психодрама — это не только метод групповой психотерапии, она используется в индивидуальной работе с людьми (монодрама), а её элементы широко распространены во многих областях индивидуальной и групповой работы с людьми.

## Истоки
Психодрама ведёт свою историю с начала 1920-х годов. 1 апреля 1921 года в венском театре врач Якоб Леви Морено представил публике экспериментальную постановку «на злобу дня». В процессе игры актёры импровизировали и вовлекали в действие зрителей. Постановка с треском провалилась, но тем не менее этот день (день смеха) считается днём рождения психодрамы.
После переезда в США Морено основал институт в г. Биконе, ставший центром развития психодрамы. Открытие центра в Биконе связано с историей, характеризующей Морено не только как философа, врача, психолога и социолога, но и как инженера. Морено вместе со своим другом разработал аппарат, являющийся прототипом магнитофона, и записывал на него свои группы. После переезда в США Морено получил патент на своё изобретение и на эти деньги открыл центр в Биконе. Его жизнь, а также много связанных с ней мифов и легенд (неизвестно даже точное место и время рождения Морено) описаны в книге Рене Марино «История доктора».
В журнале «Имаго» (основанном Фрейдом в Вене в 1913 г., позже издаваемом в США), посвящённом неклиническим аспектам психоанализа, психодраме, социометрии и групповой психотерапии, наравне с Морено публиковались такие известные психотерапевты как Фриц Перлз, Эрик Берн и другие.
Психодрама — это первый в мире метод групповой психотерапии (собственно, сам термин «групповая психотерапия» введён в психологию Морено). Морено исходил из того, что, поскольку любой человек существо социальное, группа может более эффективно решать его проблемы, чем один человек. В 20-х годах прошлого века самым популярным методом психотерапии был психоанализ, где пациент, лежа на кушетке и не видя психотерапевта, рассказывал ему о своих сновидениях и вызванных ими ассоциациях из жизни. Морено развивал свои идеи в полемике с Фрейдом, ему не нравилась пассивная роль пациента и то, что психотерапевтический процесс происходил «один на один». Существует легенда о встрече Морено с Фрейдом, где молодой Джей-Эл (так во всём мире называют Морено по первым буквам его имени) заявил: «Я пойду дальше того места, где вы остановились. Вы разрешили пациенту говорить, а я разрешу ему действовать. Вы проводите свои сеансы в условиях вашего кабинета, а я приведу его туда, где он живёт — в его семью и коллектив».

## Теория
Группа, согласно Морено, представляет собой открытую систему, то есть живой, постоянно изменяющийся организм. Чтобы понять, что в данный момент происходит в группе, Морено придумал измерительный инструмент — социометрию.
В простейшем виде социометрия представляет собой следующее: каждого человека в группе просят задуматься над заданным вопросом (критерием), например «с кем бы я хотел провести выходные на море», затем подойти и положить руку на плечо тому человеку, который соответствует этому критерию. В результате исследователь получает «рисунок» группы, по которому видно, кто какое место занимает по этому критерию в группе. Видны «звёзды притяжения» — люди, с которыми очень многие хотели бы провести время, «звёзды отвержения» — те, с кем никто не хочет знаться, взаимные положительные и отрицательные выборы, разбиение группы на подгруппы и т. д. Умело подбирая критерий, можно влиять на ситуацию в группе.
Так, в книге «Социометрия» можно найти описание следующего случая. Морено попросили проконсультировать интернат для девочек-подростков. Несмотря на хорошее финансирование и благоприятные условия существования, в этом интернате было много конфликтов и побегов из него. Морено попросил провести его в обеденный зал и увидел следующую картину: девочки сидели за столами по четыре человека, к каждому столу было приставлено по воспитателю. Морено предложил воспитанницам рассесться так, как им хочется, чтобы сидеть вместе с тем, с кем хочется. Получился совершеннейший бардак, возмутивший воспитателей: за одним столом сидели по семь девочек, притянутые «звездой притяжения», за другими столами осталось по 2-3 человека, а за некоторыми не осталось никого. Тогда Морено попросил девочек повторить их выбор, но не выбирать того человека, которого они выбирали раньше. Получилась новая картинка. Морено в третий раз провёл процедуру, а потом проанализировал выборы. В результате девочек рассадили по 4, но так, чтобы были максимально учтены выборы первого, второго и третьего порядков. Каждая девочка оказалась за столом с той, которая ей была более или менее приятна. Уровень агрессивности уменьшился, уровень конфликтности снизился.
Социометрия — это одна из теоретических основ психодраматической терапевтической работы. Двумя другими китами являются теория спонтанности и теория ролей. Морено применял социометрию и для очень больших групп, например когда нужно было переселить целую резервацию индейцев.
Морено определял спонтанность как «новую реакцию на старую ситуацию либо адекватную реакцию на новую ситуацию», но такое поведенческое определение спонтанности не лишено противоречий в контексте общей теории Морено. Для нас важнее, что под спонтанностью Морено понимал некую космическую энергию, посредством которой когда-то был создан этот мир и благодаря проявлениям которой он продолжает существовать.
В развитии личности эта энергия играет равноправную роль наряду с генетической предопределённостью и социальным влиянием. Морено доказывает, что ребёнок не мог бы развиваться, не обладай он этой энергией спонтанности.
В отличие от других «энергий», бытовавших в психологии 20-30-х годов прошлого века («либидо» у Фрейда, «оргонная энергия» у Райха и проч.), спонтанность не может накапливаться, она существует только «здесь и теперь».
В поведенческом акте (к которому и относится приведённое выше определение) спонтанность может находить свой выход или подавляться. Подавление спонтанности — причина возникновения невроза (нет «новой реакции на старую ситуацию», реакции стереотипны).
В то же время неблокируемая спонтанность может быть как конструктивной, так и деструктивной («неадекватная реакция на новую ситуацию»). Конструктивность реакции определяется креативностью — то есть способностью к творчеству, созданию нового материального или идеального продукта (в контексте психотерапии это может быть новое поведение или восприятие, то есть новая роль в терминологии Морено).
Продукт творческого процесса имеет свойство превращаться в «культурный консерв», примером которого может служить стихотворение или нотная запись музыкального произведения. Морено резко отрицательно относился к культурным консервам, видя в них проявление косности, уничтожающей спонтанность.
Спонтанность, креативность и консервирование образуют три стадии творческого процесса. Спонтанность можно понимать как изначальный импульс, необходимую для творчества энергию; креативность придает ей форму, направление; культурный консерв сохраняет его во времени. В момент, когда я пишу эти строки, по ТВ заканчивается демонстрация фильма «Осуждение Паганини» и Леонид Коган играет «Кампанеллу». Мне кажется, это удачный пример для иллюстрации творческого цикла. Паганини не мог не играть и не мог не писать музыку. Здесь есть спонтанность и креативность (без креативности первичная энергия могла бы выразиться, например, в деструктивном пристрастии к азартным играм). Если бы Паганини не записывал свои произведения, то мы бы не знали теперь, что представляет собой музыка Паганини. Нотная запись представляет собой культурный консерв, но, благодаря спонтанности Когана, он снова превращается в творческий продукт, который снова может быть законсервирован в виде аудиозаписи или кинематографической ленты. И уже я, как слушатель, могу снова расконсервировать его благодаря моей собственной спонтанности.
Теория ролей была создана Морено и позднее подробно разработана австралийской психодраматической школой.
С присущей ему туманностью, Морено определял роль как «актуальную на данный момент и осязаемую форму, которую принимает наша самость»; как «некоторый обобщённый характер или некоторую функцию, существующую в социальной реальности»; и как «окончательную кристаллизацию жизненных ситуаций человека, то есть специфическую область оперирования, которую человек в своё время освоил».
Сущность роли становится немного понятнее, если рассмотреть мореновскую классификацию ролей. Он выделял психосоматические роли (например, «едок», «писающий мальчик», «сексуальный партнер»), психологические роли (например, «обиженный ребенок», «спаситель», «проигравший») и социальные роли (например, «полицейский», «мать», «поставщик»).
Анализ внутренних ролей производится с помощью схемы, разработанной австралийской школой. Выделяются три типа ролей: функциональные, дисфункциональные и коупинговые. Функциональные роли делятся на устойчивые и рождающиеся; дисфункциональные — на устойчивые и уходящие. Коупинговые роли, в зависимости от способа взаимодействия с объектом, делятся на «движение от», «движение к» и «движение против».
Все психологические роли разделены на три большие категории: функциональные, дисфункциональные и коупинговые. Функциональные роли — это те роли, которые помогают человеку успешно разрешать конфликтные ситуации, сотрудничать с другими людьми, способствуют личностному росту. Они делятся на устойчивые и рождающиеся. Устойчивые роли давно обретены к моменту анализа, легко актуализируются при необходимости, они всегда «в доступе». Рождающиеся функциональные роли не столь устойчивы: в одной ситуации они могут сработать, в другой — нет.
Дисфункциональные роли мешают разрешению конфликтных ситуаций, сами могут порождать внешние и внутренние конфликты, ведут к разрушению личности. Они делятся на стабильные и проявляющиеся периодически (или уходящие). Стабильные дисфункциональные роли, как правило, выработаны давно, они проявляются постоянно в определённом типе ситуаций (например, уход от реальности при любой опасности или намёке на неё). Проявляющиеся периодически роли более специфицированы под ситуацию. Они называются также уходящими, потому что в процессе психотерапии часто достигается тот эффект, что дисфункциональная роль перестаёт проявляться всегда, становится менее генерализованой, она постепенно «уходит» из арсенала ролей.
Отдельное место занимают коупинговые роли, роли «совладания». Они не позволяют конструктивно разрешить ситуацию, они не столь креативны, как функциональные роли, но и не столь патологичны, как дисфункциональные. Коупинговые роли позволяют совладать с ситуацией, отчасти снять напряжённость и отсрочить её разрешение. Коупинговые роли делятся на три группы: «Движение к», «Движение от» и «Движение против». Имеется в виду отношение к ситуации, направление внутреннего движения в ситуации. Например, в ситуации агрессии можно попробовать «пристроиться» к агрессору, и такую роль мы отнесём к группе «Движение к»; можно выйти из ситуации, например убежать или попробовать игнорировать агрессивные действия — такие роли мы отнесем к группе «Движение от»; третий способ реагирования (неважно, внутреннего или внешнего), относящийся к группе «Движение против», — это проявить ответную агрессию.
Ролевой анализ используется главным образом как инструмент анализа терапевтического процесса. С его помощью можно увидеть взаимодействие ролей (их конфликт, склейки, переходы друг в друга) и результат, получаемый в конце работы. При благополучном протекании сеанса дисфункциональные и коупинговые роли преобразуются в функциональные. Пример применения теории ролей можно найти в статье «Психология валькирии»: ролевой анализ мифа о Брюнхильд.

## Психодраматическая сессия
Психодраматическая сессия начинается с разогрева — это может быть двигательное или медитативное упражнение, призванное поднять уровень энергии в группе и настроить участников на определённые групповые темы.
Затем происходит социометрический выбор протагониста — то есть того участника, на которого в течение данной сессии будет работать вся группа (слово «протагонист» означает «актёр, играющий главную роль»). Выбор происходит так: ведущий и участники, желающие разобраться со своей темой, выдвигают свои стулья вперёд, образуя «внутренний круг». Затем каждый из участников рассказывает, с чем он хотел бы поработать, а люди, сидящие во внешнем круге, внимательно слушают. Когда темы понятны всем, представители внешнего круга делают свой выбор по критерию «какая тема для меня сейчас наиболее актуальна». Очень важно, чтобы выбиралась именно тема, а не человек, который её представляет, поскольку только в этом случае выбранная для работы тема будет групповой.
После того как выбор сделан, начинается этап действия. Сцену за сценой протагонист, с помощью участников группы, драматически проигрывает волнующую его ситуацию. Сначала протагонист выбирает из участников группы того, кто будет играть его самого, — в тех случаях, когда он сам будет в другой роли. Затем выбираются участники на роли важных для его жизненной ситуации персонажей (это могут быть как реальные люди, так и его фантазии, мысли и чувства). Формы разыгрывания варьируются от буквального воспроизведения реальных событий до постановки символических сцен, никогда не имевших места в реальности. С техниками психодрамы и примерами сессий можно познакомиться, прочитав, например, книгу Д. Киппера «Клинические ролевые игры и психодрама». Этап действия заканчивается, когда контракт, заключённый с протагонистом, выполнен — то есть найдено решение проблемной ситуации или протагонист чувствует, что получил достаточно информации о ситуации. Формы завершения этого этапа зависят от контракта, заключённого между ведущим и протагонистом.
После этапа действия проходит шеринг — обмен чувствами между участниками действия и зрителями. Сначала участники, игравшие роли, делятся своими переживаниями «из роли» — то есть рассказывают о том, как им было быть, например, мамой протагониста. Затем уже вся группа делится чувствами «из жизни» — то есть участники рассказывают о похожих ситуациях, происходивших в их жизни, о чувствах, которые у них были во время действия или наблюдения за ним. Шеринг — очень важная часть групповой работы, выполняющая множество функций, важнейшей из которых является возможность для группы вернуть протагонисту ту душевную энергию, которую он вложил, а для протагониста — возможность почувствовать, что он не одинок в своих переживаниях. На шеринге категорически запрещено всё, что может ранить протагониста или участников группы — мысли, оценки, советы по поводу ситуаций. Говорить можно только о своих чувствах и о событиях своей жизни.

#### Гипнодрама
В 1950 году Якоб Леви Морено совместно с Джеймсом М. Эннейсом впервые связал гипноз и психодраму в своём санатории психодрамы Бикон недалеко от Нью-Йорка. Пациенты принимали участие в гипнотическом трансе во время психодраматического лечения или переживали глубокий катарсис путём постгипнотических внушений. В Германии данную концепцию впервые начал применять с 1976 г. Ханс-Вернер Гессманн в Психотерапевтическом институте Бергерхаузен. Ханс-Вернер Гессманн и Хелен Зингер Каплан использовали её для лечения сексуальных расстройств, модифицировав в соответствии с гуманистической концепцией.

## Распространение в мире
У Морено было много учеников. В настоящее время[когда?] психодрама широко распространена во многих странах Северной и Южной Америки, Европы, Азии, Австралии и Африки. Существует множество объединений психодраматистов, регулярно проводятся конференции, издаются книги и периодические издания по психодраме.